# Gőbel János György
Gőbel János György, vezetékneve több forrásban Göbel, (Isztimér, 1835. augusztus 6. – Székesfehérvár, 1903. július 30.) tanító, Székesfehérvár szabad királyi város polgári-, ipari- és elemi-iskolák központi igazgatója, a fejérmegyei tanítóegyesület tiszteletbeli elnöke, az arany érdemkereszt tulajdonosa.

## Családja és származása
Apja, Gőbel Ferenc (1799–1858) isztiméri főtanító volt, akinek már az apja is (tehát János György nagyapja) ugyanitt szintén tanítóként működött. Anyja, Topits Gertrud (1807–1871), az isztiméri tanító Topits József (1756–1812) és Braun Anna Mária (1765–1843) legifjabb leánya volt. Az anyai nagynénje Topits Katalin (1787–1859), akinek a férje Leiter Domonkos (1787–1826), Isztimér okleveles tanítója, kántortanítója és jegyzője, nagybátyjai Topits Ferenc (1803–1868), várpalotai fűszerkereskedő és Topits József (1790–1837), teológus, gödöllői fűszerkereskedő. Anyja révén Gőbel János Györgynek az elsőfokú unokatestvére Topits József András (1824–1876), pesti választott polgár, fővárosi képviselő-testületi tag, a Topits József fia Első magyar gőztésztagyár (Erste ungarische Dampfmehlspeisenfabrik) alapítója és tulajdonosa, az Országos Iparegyesület vegyészeti iparbizottság tagja volt.

## Házassága és leszármazottjai
1860. május 8-án Székesfehérváron, vette feleségül a római katolikus polgári származású Krencz Katalint (Székesfehérvár, 1839. június 21.–Székesfehérvár, 1920. szeptember 20.), akinek a szülei Krenz József, székesfehérvári vendéglős és Steiner Katalin voltak. Gőbel János György és Krenz Katalin frigyéből hét gyerek született, akik közül ötöt neveltek fel:
- Gőbel Katalin (Isztimér, 1862. szeptember 7.–Székesfehérvár, 1935. február 3.).[14] Férje: Janny Rezső Imre József Mária (Székesfehérvár, 1851. április 26.–Budapest, 1914. november 23.), Habsburg József főherceg uradalmainak számvevője.[15][16][17]
- Dr. Gőbel József Ede (Isztimér, 1864. március 18.–Budapest, 1945. május 7.), fővárosi tiszti főorvos.[18][19] Felesége: Fodor Margit Katalin Anna (Pest, 1881. március 6.–Budapest, 1961. március 26.).[20][21]
- Gőbel Teréz (Isztimér, 1867. február 25.–Székesfehérvár, 1951. november 25.).[22][23] Férje: dr. Kúthy József (Agárd, 1849. november 23.–Székesfehérvár, 1921. május 8.), főigazgató a székesfehérvári állami főreáliskola igazgatója.[24][25]
- Gőbel Mária (Isztimér, 1869. április 26.–Budapest, 1946. április 1.).[26][27] Férje: Schlammadinger Gyula Róbert (Székesfehérvár, 1864. július 26.–Székesfehérvár, 1937. április 15.), vaskereskedő, Székesfehérvár város törvényhatóságának, a Székesfehérvári és Fejérmegyei Takarékpénztár igazgatóságának tagja, a Székesfehérvári Belvárosi Egyházközség tiszteletbeli elnöke és képviselő testületének tagja.[28][29]
- Gőbel Erzsébet Klára "Elza" (Székesfehérvár, 1873. augusztus 12.–Székesfehérvár, 1956. június 28.).[30] Férje: Kelemen Béla (Pest, 1865. május 16.–Székesfehérvár, 1944. július 4.), székesfehérvári főreáliskolai tanító, C. tankerületi főigazgató.[31][32]

## Pályafutása
Bár apja orvosnak szerette volna képeztetni, de ő is a két generációban öröklődő pedagógusi pályát választotta. A gimnáziumot Székesfehérváron végezte el, majd a győri tanítóképzőben szerzett kitűnő oklevelet 1854-ben.
1855-ben Isztiméren segédtanítóként állt munkába apja mellett. A tanítási szünetek hónapjaiban tanulmányutakat tett. A jobb hírű osztrák tanintézeteket 1856-ban látogatta (Bécs, Morvaország és Szilézia volt az úti célja), 1872-ben pedig Németországban járt, Drezdában Berthelt, Hegel, August Lansky és többek előadásait is hallgatta, főleg oktatási módszerüket tanulmányozva. Lipcsében, Berlinben, Brémában és Münchenben is szerzett ismeretek e tárgyban. 1873-ban a Bécsi világkiállítást is több napig látogatta.
Az 1858. április 14-én elhunyt apja helyére őt nevezték ki főtanítóvá, s egészen 1872. február 15-ig itt tanított.
1871. december 21-én Székesfehérvár törvényhatósági bizottsága őt választotta meg a belvárosi fiútanoda főtanítójává, melynek 1881-től igazgatója lett. Isztimérről távozása előtt annak emlékére, hogy már közel 100 éve a Gőbelek tanítóskodtak Isztiméren, két 100 Ft-os „Gőbel-alapítványt” tett le, amelynek kamataiból a jó előmenetelű tanulók jutalmazását tűzte ki célul.
1874-ben megalakította a Fejérmegyei Tanítótestületet, melynek elnökévé választották, s 1888. évi lemondása után az örökös tiszteletbeli elnöki címet szavazták meg számára, de öt év múlva ismét aktív elnökké választották. A testület járási köreit is megszervezte, s létrehozta a tantestületi könyvtárat, mely húsz év alatt 800 kötetesre duzzadt. Az ország egyik legtekintélyesebb pedagógiai egyesülete volt.
634 forintos alaptőkével tantestületi pénztárt és segélyalapot létesített, ezek vagyona 20 év alatt megtízszereződött. Két árvaházi alapítványt is gyűjtött, melyek kamataiból az egylet két elhunyt tagjának árváját neveltette. A székesfehérvári kórház alaptőkéjéhez 100, a színház építési alapjához pedig 150 forinttal járult hozzá, s „alig van Székesfehérvárott közmívelődési vagy jótékonysági egylet, melynek ő vagy neje tagjai ne lennének” – írták róla 1880-ban. Választmányi tagja volt a 
Székesfejérvár városi tűzoltó-testületnek is.
1881-ben kinevezték a megyei községi elemi, polgári és ipariskolák központi igazgatójává, s aktív tanítói állásával egyidőben ezt a – 62 osztállyal bíró, különböző fokozatú iskola vezetését jelentő – munkakört is ellátta. A módszertani ismertetések, továbbképzések tartása mellett az iskolák felszerelésére is gondot fordított, iskolai ifjúsági könyvtárakat szervezett, melyek 1903-ra összesen 4633 műves könyvállománnyal rendelkeztek. Ifjúsági takarékpénztárakat létesített.
1883-tól a nagyrészt műhelyekben zajló szakmai tanoncképzést iskolai tanfolyamokkal is kiegészítették, ahol közismereti tárgyakat és rajzot tanítottak. A tanítást ekkor az elemi iskolák tanítóiból Gőbel János György szervezte meg: 13 tanítóval és 318 tanulóval. Az államilag segélyezett I. fokú ipariskola igazgatója volt 1883 és 1902 között.
1889-ben alapította az úgynevezett „rongyos-egyletet”, melynek keretében több száz rászoruló gyermeket öltöztetett fel viseltes, használt ruhákkal.
1894-ben tanítói feladatai alól felmentették, de az iskola igazgatói teendőit továbbra is ellátta. 1901 nyarán Máramarosban tett tanulmányútján meghűlt, s novemberben kénytelen volt szabadságolását kérni, s már nem is tért vissza. Hivatalosan 1902. október 1-től helyezték nyugdíjba.
1903. július 30-án éjfélkor ütőér-elmeszesedésben hunyt el Székesfehérvár, Palotai út 13. szám alatti otthonában. Nagy részvét mellett augusztus 1-jén temették a Szentháromság temetőbe.

## Díjai, kitüntetései
- Az 1856-ban Isztiméren kialakított faiskolát eredményes gyakorlati oktatás terepévé tette, ezért a gyümölcsfatermesztés és a faiskola-kezelés terén az 1860-as években kifejtett tevékenységéért a kormány és a közigazgatási bizottság elismeréséül 50 forinttal jutalmazták.
- 1886-ban az Országos Magyar Gazdasági Egyesület és a Mária Dorothea Egyesület díszokleveleit vehette át az ifjúsági takarékpénztárak meghonosításáért.
- 1881. október 20-án Ferenc József arany érdemkereszttel tüntette ki a népnevelés terén felmutatott eredményeit jutalmazva.
- 1894. június 24-én 40 éves tanítói jubileuma alkalmából nagy ünnepséget rendeztek, melyen díszalbumot vehetett át, s megfestetett arcképét is leleplezték.

## Művei
Több mint 149 kisebb írása jelent meg (pedagógiai értekezések, leírások, vezércikkek s más közlemények) folyóiratokban és napilapokban (Tanodai Lapok, Néptanítók Közlönye, Népnevelők Lapja, Néptanítók Lapja, Autonómia, Heti Posta, Székesfehérvár, Székesfehérvár és Vidéke, különböző Iskolai Értesítők…). Ezekkel a hatóságok és a szülők figyelmét kívánta felkelteni a tanügyre és az oktatás fontosságára.
Nagyobb írásai „A nevelésről a népiskolában“ (1879, Székesfehérvár), „Az iskolai és népkönyvtárak“ (1879, Székesfehérvár), „Az iskolai takarékpénztárakról” (1880, Székesfehérvár), „Az állatvédelemről” (1880, Székesfehérvár), „Janny József emlékezete”. In: A székesfehérvári Polgári Leányiskola Értesítője, (1893, Székesfehérvár), valamint „Vázlatos kimutatás“ (mely az 1879. évi székesfehérvári országos kiállítás alkalmával jelent meg, és a községi népiskolai tanítók pedagógiai irodalmi működését foglalta össze).
Írói álnevei: Bakonyszéli, Székesfehérvári, Gamma, Adányi, Gajavölgyi, Erdei, Igazságszerető stb. voltak.

## Emlékezete
- 1912. november 29-én közgyűlési határozattal egykori otthonával szemben közteret neveztek el róla.[38]
- Születésének százéves évfordulóján koszorúzással emlékezett meg működéséről Székesfehérvár tanítósága.
- A 2002-ben létrejött Fejér Megyei Gyógypedagógiai Központ és Tanulási Képességet Vizsgáló Szakértői és Rehabilitációs Bizottság Gőbel János Györgyöt választotta névadójául.[39]

## Forrás
- Végh Ákos László:  Gőbel János György (1835–1903). Albaarchivum, Városi Levéltár és Kutatóintézet. Székesfehérvár (2019. június 24.)  (Hozzáférés: 2022. augusztus 27.)
- Rill József:  A nemzetgazdaság a népiskolában. (Egybekötve a fa-iskolák és iskolai kertek kérdésével.).  Magyar Paedagogiai Szemle,  I. évf.  4. sz. (1880)   101–107. o. Hozzáférés: 2022. augusztus 27.
- Szinnyei József: Magyar írók élete és munkái III. (Fa–Gwóth). Budapest: Hornyánszky. 1894.   1336–1337. o.